# 加琳娜·朱加什维利
加琳娜·朱加什维利（1938年2月19日—2007年8月27日），斯大林长子雅科夫·约瑟福维奇·朱加什维利的女儿。丈夫霍辛为阿尔及利亚裔人，加琳娜生前和儿子住在离克里姆林宫1公里远的地方。

## 学历与工作
拥有副博士学位的加林娜，长期在俄科学院世界文学所工作，是俄罗斯作家协会成员，

### 涉及其父事项
- 晚年致力于“维护父亲雅科夫的名誉”。[4]

- 曾收到寄自美国的蓝色公文夹，寄件人为美国国防部负责战俘和失踪者事宜的部长助理杰瑞·詹宁斯（仅二战后即有近78000名美国军人失踪，至今仍在全世界寻找他们的下落）。文件夹中装有近30页德语、英语和俄语文件。具体说来，就是几份美国国务院文件、德国公文复印件、纳粹分子审问雅科夫的笔录、集中营卫兵和医生的证词，还有党卫军首脑希姆莱签署的死亡证明书。这些文件都是德国投降后，美英两国在德国境内找到的。[5]

- 驳斥父亲被德军俘虏之说，她在所著的《伟人家庭的秘密》一书中披露，早在苏德战争爆发初期，即1941年7月中旬，父亲就在一次力量对比悬殊的战斗中牺牲。加林娜在接受俄媒体最后一次采访时说，当她看到德军发布斯大林长子死讯时的宣传照片时就认定，所有10张照片都被德国人动过手脚，因为照片中的人脸被遮住了，按道理，脸部应该被弄得很明显，以便让人们对这个事实深信不疑。由此可见，父亲被俘和越狱的事情都是德国纳粹捏造的，目的是从精神上打击斯大林。[6]

## 对祖父印象
朱加什维利生前曾说，有关她的爷爷斯大林的童年回忆是“最好的和温和的”。她说，因为她是个小女孩，斯大林对她“很温和”。

## 逝世
2007年8月27日，加琳娜逝世于莫斯科布尔登科军事医院。